# 甘油磷酸穿梭

甘油磷酸穿梭

甘油磷酸穿梭（英語：Glycerol phosphate shuttle，又称为甘油3-磷酸穿梭）是一种让糖酵解副产物还原型烟酰胺腺嘌呤二核苷酸重新生成为其氧化型的一种机制。它在传递还原性等效物的重要性上仅次于苹果酸-天冬氨酸穿梭。

## 反应
在这种穿梭中，叫做细胞质甘油-3-磷酸脱氢酶（GPD）的酶以氧化一分子还原型烟酰胺腺嘌呤二核苷酸到其氧化型的方式使得二羟丙酮磷酸转变成甘油-3-磷酸，其反应过程如图所示：

## 反向路径
在与膜结合的线粒体磷酸甘油脱氢酶的作用下，甘油-3-磷酸得以变回二羟丙酮磷酸，这回是还原一分子的与酶结合的黄素腺嘌呤二核苷酸（FAD）成为还原黄素腺嘌呤二核苷酸（FADH2）。接着FADH2还原辅酶Q（氧化型到还原型），而还原型辅酶Q进入氧化磷酸化。该过程是可逆的。

## 功能
甘油-3-磷酸穿梭可以使得在细胞质中由糖酵解所产生的NADH可以进入到线粒体中的氧化磷酸化途径以生成ATP。该过程被发现于动物、真菌及植物之中。